# Cerro Cochayoj
Cerro Cochayoj är ett berg i Bolivia.   Det ligger i departementet Chuquisaca, i den centrala delen av landet, 70 km sydost om huvudstaden Sucre. Toppen på Cerro Cochayoj är 3 852 meter över havet.
Terrängen runt Cerro Cochayoj är kuperad norrut, men söderut är den bergig. Runt Cerro Cochayoj är det glesbefolkat, med 10 invånare per kvadratkilometer.. 
Trakten runt Cerro Cochayoj består i huvudsak av gräsmarker.